# Károlyi Viktor
Nagykárolyi gróf Károlyi Viktor Dénes (Nagymágocs, Csongrád vármegye, 1902. április 26. – Seaton, Anglia, 1973. december 16.) magyar földbirtokos, huszárfőhadnagy, országgyűlési képviselő.

## Élete
1902. április 26-án született a Csongrád vármegyei Nagymágocson – minden bizonnyal az ottani Károlyi-kastélyban –, római katolikus vallásban, nagykárolyi gróf Károlyi Imre földbirtokos, bankár, császári és királyi kamarás, valamint Károlyi Zsófia Anna hat gyermeke – egy lány és öt fiú – közül harmadszülöttként és harmadik fiúként. A szentesi állami, majd a budapesti piarista főgimnáziumban végezte középiskolai tanulmányait, majd 1920-ban önkéntes katonai szolgálatra jelentkezett a nemzeti hadseregben. Az 1. huszárezredben szolgált, legmagasabb katonai rendfokozata huszárfőhadnagy, utolsó beosztása császári és királyi lovaskapitány volt.
Leszerelését követően elvégezte a budapesti közgazdasági egyetemet, majd átvette apjától a családi Imre tejüzemi részvénytársaság vezetését. Elnöki tisztségéről 1935-ben mondott le, miután az az évi általános választáson országgyűlési képviselőnek választották meg a mindszenti választókerületben, a Nemzeti Egység Pártja jelöltjeként. A négy évvel későbbi választáson ismét mandátumhoz jutott, a némileg átalakult és nevet váltott párt, a Magyar Élet Pártja színeiben, annak Csongrád vármegyei listájáról. A képviselőházban főként a mezőgazdasági és birtokpolitikai tárgyú vitákban vett részt.

## Magánélete
1923. június 16-án kötött házasságot, a Békés vármegyei, ma Békéscsabához tartozó Pósteleken, felesége Széchenyi Ilona Krisztina (1898–1984) volt. Házasságukból három gyermek született: Károlyi Lajos György (1924–?), Károlyi Krisztina Viktória (1926–?) és Károlyi Antal Gyula (1929–2014).